# Подоклинье (Шимский район)
Подоклинье — деревня в Шимском районе Новгородской области в составе Подгощского сельского поселения.

## География
Находится в западной части Новгородской области на расстоянии приблизительно 15 км на юго-запад по прямой от районного центра поселка Шимск.

## История
На карте 1840 года уже была обозначена. В 1909 году здесь (деревня Старорусского уезда Новгородской губернии) было учтено 30 дворов.

## Население
Численность населения: 183 человека (1909 год), 13 человек (русские 100 %) в 2002 году, 13 в 2010.